# Eiphosoma arizonense
Eiphosoma arizonense là một loài tò vò trong họ Ichneumonidae.